# Taszlich

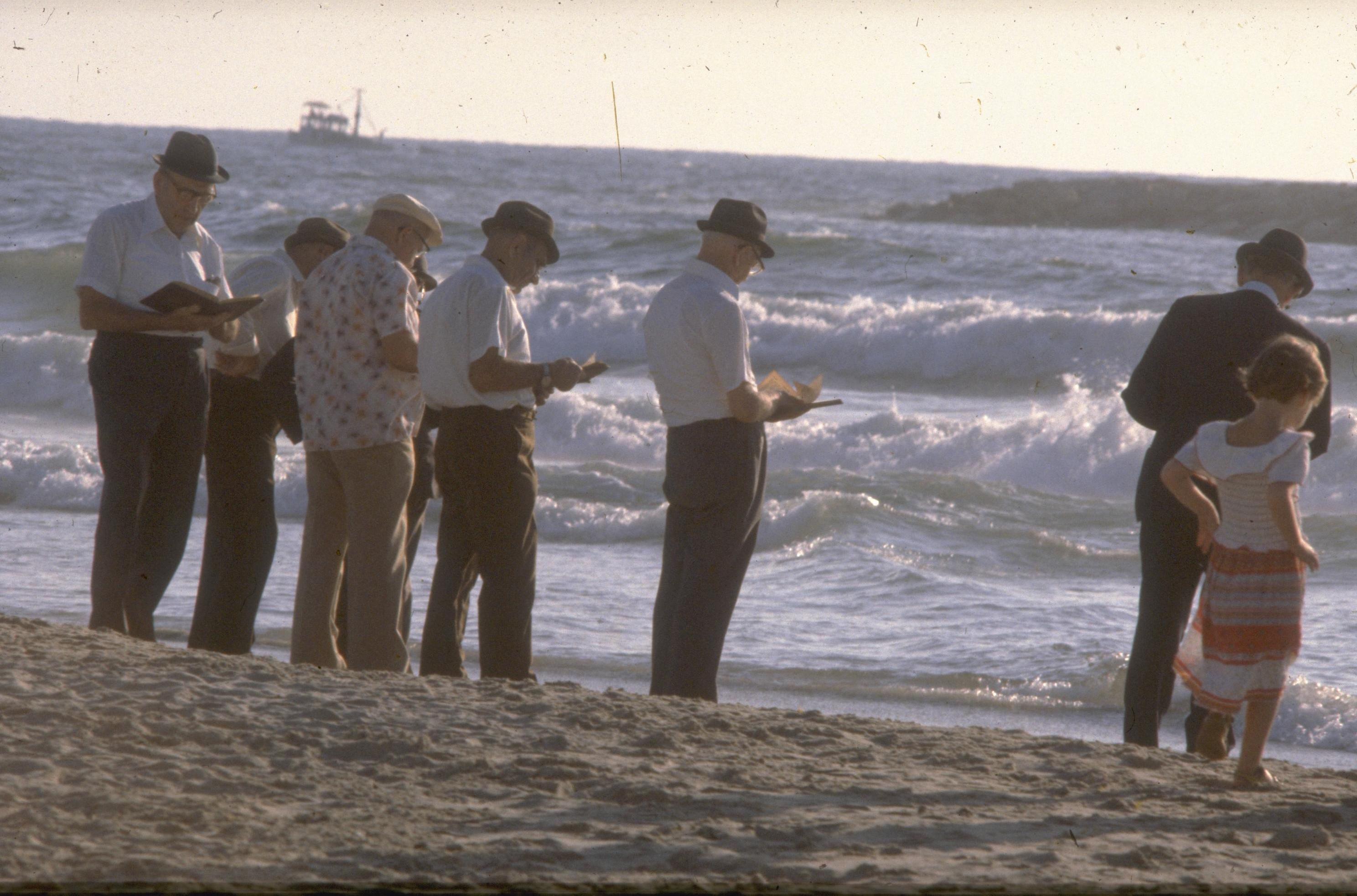
Taszlich nad brzegiem morza w Tel Awiwie (1980)

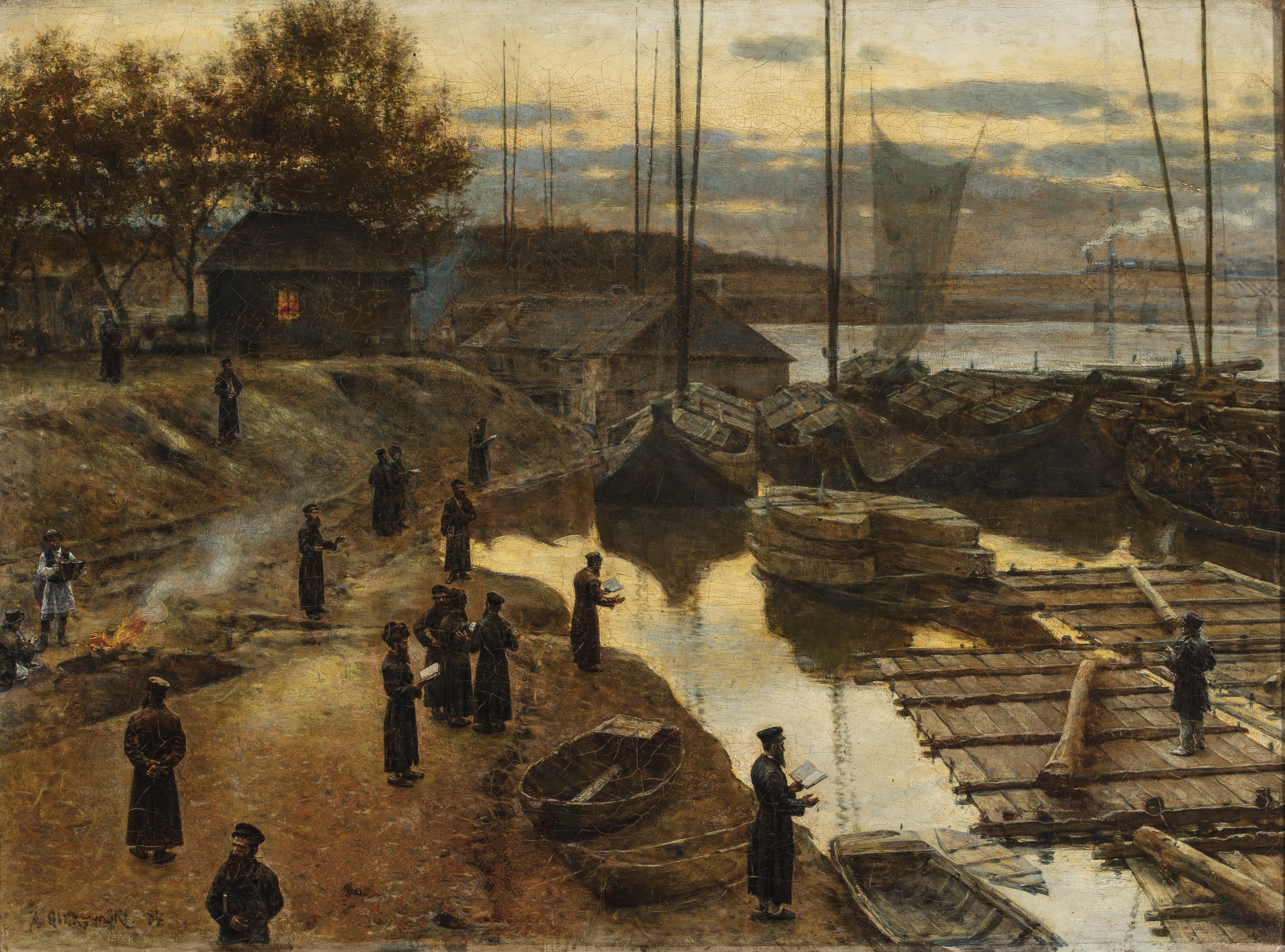
Rytuał taszlich przedstawiony na obrazie Aleksandra Gierymskiego „Święto Trąbek” I, (1884)

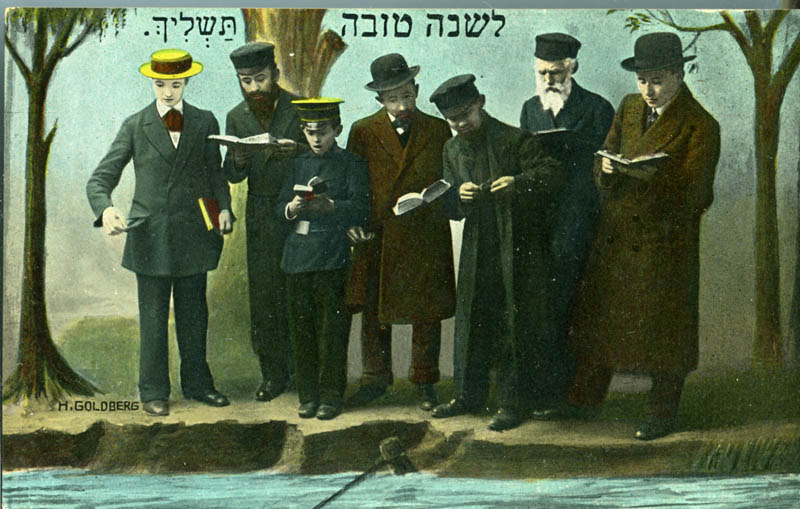
Taszlich przedstawiony na kartce noworocznej

Taszlich (hebr. ‏תשליך‎ = „wyrzucisz”; jid. ‏תּשליך‎ taszlech) – w judaizmie obrzęd symbolicznego oczyszczenia z grzechów, wywodzony z Księgi Micheasza 7, 19 („Wyrzucisz wszystkie ich grzechy w głąb morza”). Polega on na wyrzuceniu w nurt rzeki, strumienia lub do morza drobin wytrząśniętych z kieszeni. Czynności tej towarzyszą stosowne modlitwy. Taszlichu dokonuje się w pierwszy dzień Rosz ha-Szana (jeśli jest to szabat, to w drugi dzień). Gdy nie jest możliwe wykonanie obrzędu nad brzegiem rzeki lub morza, odbywa się on przy sztucznym zbiorniku wodnym – nawet przy studni. W takiej formie zwyczaj jest praktykowany np. w Jerozolimie. Ortodoksyjni Żydzi nowojorscy odprawiają rytuał, korzystając z licznych mostów Brooklynu i Manhattanu.
Pierwsze wzmianki o obrzędzie pochodzą z pism żyjącego na przełomie XIV i XV wieku talmudysty, rabina Jaakowa ben Mosze ha-Lewi Moellna, który był autorytetem w dziedzinie judaistycznych obyczajów i liturgii. Moelln wywodził rytuał z opowieści midraszowej (komentarza hagadycznego) do Księgi Rodzaju i tłumaczył, że gdy Abraham miał poświęcić swojego syna Izaaka, szatan przegrodził mu drogę zamieniając się w potok, lecz Abraham przezwyciężył tę przeszkodę. Inne autorytety (Mojżesz Szmukler z Przemyśla; Mojżesz ben Israel Isserles) zwracały uwagę na symbolikę ryb, które zamieszkują w rzekach i morzach. Ich zdaniem ryby – które miały być pierwszymi świadkami stwarzania świata – winny być uznawane za istotne elementy ceremonii, by w ten sposób oddawać hołd Bogu-Stwórcy. Inne komentarze (np. Shenei Luḥot HaBerit szesnastowiecznego kabalisty Izajasza Horowitza) wskazywały również na fakt, że ryby nie zamykają oczu, więc ceremonia symbolicznie odnosi się do Bożych oczu, zawsze otwartych.
Kalman Szulman z Mohylewa twierdził (w „Ha-Meliẓ”, 1868, VIII, nr 14), że najstarsze wzmianki na temat żydowskich celebracji odprawianych nad brzegiem morza można odnaleźć w Iudaike archaiologia („Dawne dzieje Izraela”) Józefa Flawiusza. Flawiusz wzmiankował (XIV 10, § 23), że mieszkańcy Halikarnasu zezwalali Żydom, by ci „wykonywali swoje święte obrzędy zgodnie z żydowskimi prawami i mieli swoje miejsca modlitwy nad morzem, zgodnie ze zwyczajami ich przodków”.
Taszlich odbywa się pierwszego dnia Rosz ha-Szana, zazwyczaj późnym popołudniem. Zasadniczym elementem rytu są recytacje tekstów biblijnych, głównie z Księgi Micheasza (7,18–20), ale dołączane bywają także fragmenty Psalmu 118 (5–9), Psalmu 33, Psalmu 130 i Księgi Izajasza (11,9). Kabaliści dołączali także fragmenty Zoharu. Wyznawcy judaizmu w Kurdystanie wchodzili podczas ceremonii do wody. Żydzi z niektórych części Bułgarii dokonywali taszlichu po południu, w dniu święta Jom Kipur.